# Гурко Богдан-Ярослав Романович
Гурко́ Богдан-Ярослав Романович (21 березня 1916, с. Краковець, нині Яворівського району Львівської області — 11 грудня 2008, Луїсвілл (Кентуккі), США) — український фахівець у галузі механіки.

## Біографія
Навчався у Львівській політехніці (1934—1939), закінчив Вищу технічну школу в Граці (Австрія, 1943). Магістр Луїзвільського університету (штат Кентукі, 1956). Працював у Львівському політехнічному інституті (1943—1944), Технічній школі у Ґраці (1944—1945); бізнес партнер у «Kobylko & Company Bau Gesellschaft» (Ґрац, 1945—1949); співробітник «American Standart» (Луїзвіль, 1950—1955); від 1955 — головний інженер компанії «General Electric», створив самоочисну піч, яка була впроваджена у серійне виробництво. Також викладав термодинамічну механіку у науковій школі при Луїзвілському університеті (1957—1972).